# Palomares (Chile)
Palomares es un sector de la ciudad chilena de Concepción, perteneciente a la provincia homónima de la Región del Biobío, específicamente ubicada en el sector oriente de la comuna Concepción en un pequeño valle vecino a los barrios de Puchacay y Nonguen.

## Historia
En el año 1700, el valle es mencionado en la crónica que dejan dos viajeros que recorren la región por orden de la corona española, un botánico y un cartógrafo que vadean el río Andalién a la altura del sector. Las primeras organizaciones de vecinos nacen en la década del 40; en los comienzos de los 70 la Junta de Vecinos 15R obtiene su personalidad jurídica. Luego nacerá la junta de Vecinos 16R 21 de Mayo, que abarca todo el sector este de Palomares desde la calle Los Copihues; el año 2002 nace la Junta de vecinos Valle Verde, que abarca el sector del mismo nombre, al final de la avenida chile.

## Características geográficas
Los parajes del sector son rurales, caracterizado por un microclima local por estar rodeado de cerros y bosques forestales.

## Equipamiento
Como en la mayoría de los barrios de Concepción existe un comercio local con almacenes de barrio y ventas de distintos productos; así como servicios de ocio, tales como multicanchas y plazas; y lugares de culto para las religiones católica y evangélica. 